# Dieter Kemper
Dieter Kemper (født 11. august 1937 i Dortmund, død 11. oktober 2018 i Berlin-Pankow) var en cykelrytter fra Tyskland. Hans foretrukne disciplin var banecykling, hvor han vandt guld og bronze ved europa- og verdensmesterskaberne.
Kemper vandt 26 seksdagesløb, heriblandt Københavns seksdagesløb i 1976 med makker Graeme Gilmore.
I 1961 deltog han ved Tour de France, men udgik tidligt på grund af et styrt.